# Kristýna Burlová
Kristýna Burlová, née le 25 mars 2002 à Pilsen, est une coureuse cycliste tchèque, spécialisée dans le cyclisme sur route et sur piste.

## Biographie

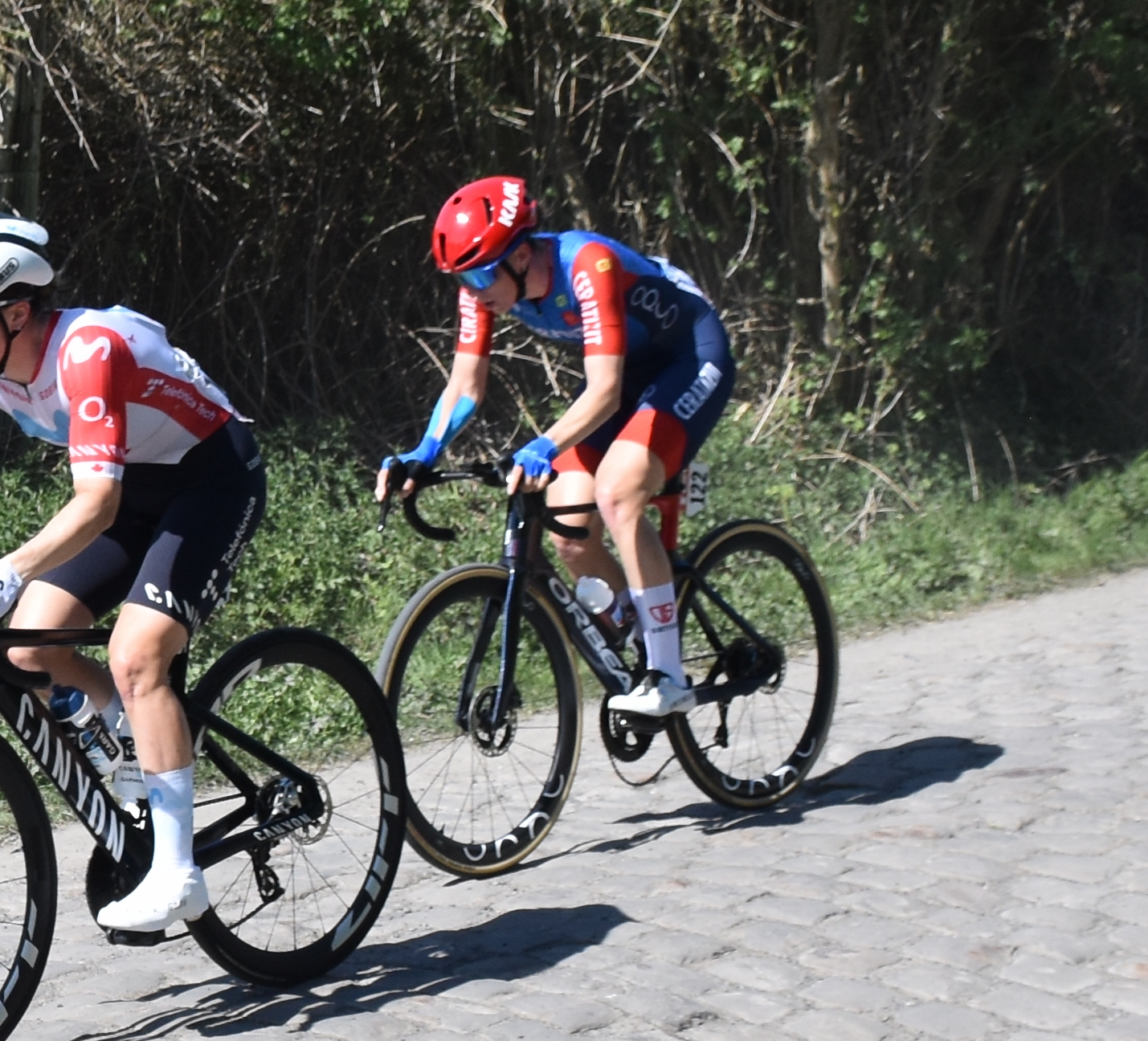
Kristina Burlova lors de Paris-Roubaix 2025.

Kristýna Burlová est sacrée championne de République tchèque junior du contre-la-montre en 2020. Elle remporte également le titre chez les seniors, sur la piste, lors de la poursuite par équipe. 
Après une pige en 2021 avec le Team Dukla Praha lors du Tour de Toscane, elle signe un premier contrat professionnel avec la Lotto Soudal Ladies.
En 2024 elle signe avec l'équipe Lifeplus-Wahoo. Elle termine, notamment, 9e de la dernière étape de la RideLondon-Classique.
Alors que l'équipe s'apprête à cesser ses activités à la fin de la saison, elle change de formation fin septembre pour retrouver son ancienne équipe du Team Dukla Praha.
Pour la saison 2025, elle rejoint la WorldTeam allemande Ceratizit,.
Elle fait ses débuts sous ses nouvelles couleurs à l'occasion du Tour Down Under. Elle termine 57e du classement général. Puis elle signe 2 top-10 lors des courses d'un jour australiennes, avec une 9e place sur la Schwalbe Women's One Day Classic, puis une 10e place sur la Surf Coast Classic. En juin, elle est championne de Tchéquie sur route.

## Palmarès sur route

### Par années
- 2020
  -  Championne de Tchéquie du contre-la-montre juniors
  - 8e du championnat d'Europe sur route juniors
- 2023
  - 2e du championnat de Tchéquie sur route
  - 2e du championnat de Tchéquie du contre-la-montre
- 2025
  -  Championne de Tchéquie sur route

### Résultats sur les grands tours

#### Tour de France
1 participation :
- 2025 : abandon (6e étape)

### Classements mondiaux
| Année                                 | 2021 | 2022 | 2023 | 2024 |
| ------------------------------------- | ---- | ---- | ---- | ---- |
| Classement UCI                        | 561e | 510e | 161e | 174e |
| UCI World Tour                        | nc   | nc   | 292e | 132e |
|                                       |      |      |      |      |
| Légende : nc = non classéSource : UCI |      |      |      |      |

## Palmarès sur piste

### Championnats nationaux
- 2020
  -  Championne de République tchèque de poursuite par équipes (avec Jarmila Machačová, Kateřina Kohoutková et Petra Ševčíková))